# Alois Pupp
Alois Pupp, detto Vijo (Antermoia, 26 febbraio 1900 – Bressanone, 22 febbraio 1969), è stato un politico italiano, altoatesino di lingua ladina, esponente della Südtiroler Volkspartei e presidente della provincia autonoma di Bolzano dal 1956 al 1960.

## Biografia
Iscrittosi nel 1943 al Partito nazista, fu tra i fondatori della SVP. Venne eletto al consiglio provinciale di Bolzano già nel 1948 (vi rimarrà continuativamente fino al 1968). Nel 1950 entrò nella giunta provinciale guidata da Karl Erckert come assessore al posto di Paul Mayr. Dopo le elezioni del 1952 fu confermato da Erckert in giunta e nominato vicepresidente.
Karl Erckert morì durante una seduta della giunta provinciale il 15 dicembre 1955 e nella successiva seduta del consiglio, il 7 gennaio 1956, Pupp fu ufficialmente nominato suo successore. Pupp guidò poi anche la giunta uscita dalle successive elezioni del 1956 fino al termine della legislatura nel 1960.
Da allora e fino al suo ritiro dalla politica nel 1968 fu presidente o vicepresidente del consiglio provinciale (lo statuto di autonomia prevedeva - e prevede ancora - l'alternanza tra gruppi linguistici), e presidente del consiglio regionale (i consiglieri provinciali delle due provincie - allora non autonome - di Bolzano e Trento compongono il consiglio regionale) tra il 1962 e il 1964 e tra il 1966 e il 1968.
Pupp è stato il primo Landeskommandant di una associazione Schützen sudtirolese (1958-1961) dopo la rinascita delle compagnie in Alto Adige.

## Pupp e la lingua ladina
Da una parte del mondo ladino, Pupp è stato fatto oggetto di critiche per la sua posizione nei confronti della lingua e della scuola ladina. Pupp, infatti, si era schierato per il mantenimento della scuola tedesca anche nelle valli ladine della provincia di Bolzano e contro l'introduzione della scuola ladina, che prevede l'uso paritetico delle lingue italiana e tedesca, oltre che il ladino come lingua d'insegnamento, sostenendo che il ladino non fosse altro che un dialetto, senza la dignità di lingua.